# Гексаборид магния
Гексаборид магния — бинарное неорганическое соединение
магния и бора с формулой MgB6,
кристаллы,
не растворяется в воде.

## Получение
- Электролиз смеси фторида лития, оксида бора и хлорида магния при 900°С.

## Физические свойства
Гексаборид магния образует кристаллы
кубической сингонии,
параметры ячейки a = 0,4115 нм.